# Tait Jordan
Tait Jordan (11 maggio 2002) è un ex sciatore alpino canadese.

## Biografia
Specialista delle prove veloci originario di North Vancouver, fratello di Asher, a sua volta sciatore alpino, e attivo dal novembre del 2018, in Nor-Am Cup Tait Jordan ha esordito l'11 dicembre 2019 a Lake Louise in discesa libera (40º), ha conquistato il miglior risultato il 13 dicembre 2021 a Panorama in supergigante (6º) e ha preso per l'ultima volta il via il 28 marzo 2022 a Sugarloaf in slalom speciale (30º); si è ritirato al termine di quella stessa stagione 2021-2022 e la sua ultima gara è stata un supergigante FIS disputato il 7 aprile a Panorama. Non ha debuttato in Coppa del Mondo e non ha preso parte a rassegne olimpiche o iridate.

## Palmarès

### Nor-Am Cup
- Miglior piazzamento in classifica generale: 41º nel 2022

### Campionati canadesi
- 1 medaglia:
  - 1 bronzo (supergigante nel 2022)